# 戴維斯鎮區 (北卡羅萊納州加特利縣)
戴維斯鎮區（英語：Davis Township）是一個位於美國北卡羅萊納州加特利縣的鎮區。

## 人口
根據2020年美國人口普查的數據，戴維斯鎮區的面積為162.91平方千米，皆為陸地。當地共有人口311人，而人口密度為每平方千米2人。